# Opéra de Hanovre
L'Opéra de Hanovre (en allemand : Opernhaus Hannover) est une des grandes curiosités architecturales de la ville de Hanovre. Il fut bâti en 1852 dans un style classique tardif sur la Georgstraße par l'architecte Georg Ludwig Friedrich Laves. La première représentation qui y fut donnée était Les Noces de Figaro de Mozart, le 5 septembre 1852. Il fut jusqu'en 1918 l'opéra de la cour royale puis, pour un court temps, l'opéra de l'État prussien, mais est depuis 1921 un simple théâtre urbain.
Ce bâtiment permettait de détacher le théâtre du château dans lequel les spectacles étaient donnés depuis 1689. L'opéra fut presque entièrement détruit par une attaque aérienne des Alliés lors de la Seconde Guerre mondiale le 26 juillet 1943. Après sa reconstruction dans le style historique, d'après les plans de l'architecte Werner Kallmorgen, le bâtiment rouvrit ses portes le 30 novembre 1950 avec Der Rosenkavalier de Richard Strauss. L'orchestre de la maison d'opéra est celui de l'État de Hanovre. Depuis 2006, l'opéra est dirigé par Michael Klügl.